# Чемпіонат України з футзалу 1993—1994
Чемпіонат України з футзалу 1993—1994 — четвертий чемпіонат України, в якому переможцем став київський «Слід» під керівництвом В. В. Залойла.

## Учасники
Порівняно з попереднім чемпіонатом команд стало більше, а саме 16. Була представлена північна, центральна, східна і південна Україна.
| - «Авангард» (м. Жовті Води, Дніпропетровська область) - «Водеяр» (м. Кременчук, Полтавська область) - «Вулкан» (Черкаси) - «Донбас» (Донецьк) - «Інга» (Харків) - «Інтурист» (Запоріжжя) - «Капітал» (м. Красногорівка, Донецька область) - «КрАЗ» (м. Кременчук, Полтавська область) | - «Механізатор» (Дніпропетровськ) - «Надія» (Запоріжжя) - «Ніке» (Дніпропетровськ) - «Омета» (Херсон) - «Ріта» (Харків) - «Славутич» (м. Славута, Хмельницька область) - «Слід» (Київ) - «Фотоприлад» (Черкаси) |

## Регіональний розподіл
| Регіон                   | Кіл-ть команд | Команди                     |
| ------------------------ | ------------- | --------------------------- |
| Дніпропетровська область | 3             | Авангард, Механізатор, Ніке |
| Донецька область         | 2             | Донбас, Капітал             |
| Запорізька область       | 2             | Інтурист, Надія             |
| Полтавська область       | 2             | Водеяр, КрАЗ                |
| Харківська область       | 2             | Інга, Ріта                  |
| Черкаська область        | 2             | Вулкан, Фотоприлад          |
| Київ                     | 1             | Слід                        |
| Херсонська область       | 1             | Омета                       |
| Хмельницька область      | 1             | Славутич                    |

## Підсумкова таблиця
| М | Команда                       | М'ячі   | Очки |
| - | ----------------------------- | ------- | ---- |
|   | «Слід» Київ                   | 133-88  | 47   |
|   | «Надія» Запоріжжя             | 151-95  | 44   |
|   | «Ніке» Дніпропетровськ        | 148-95  | 43   |
| 4 | «Ріта» Харків                 | 128-90  | 36   |
| 5 | «Механізатор» Дніпропетровськ | 134-110 | 32   |
| 6 | «Водеяр» Кременчук            | 121-124 | 29   |
| 7 | «Авангард» Жовті Води         | 148-144 | 28   |
| 8 | «Донбас» Донецьк              | 120-130 | 21   |

| М  | Команда                 | М'ячі   | Очки |
| -- | ----------------------- | ------- | ---- |
| 9  | «Інга» Харків           | 150-85  | 35   |
| 10 | «Капітал» Красногорівка | 129-90  | 35   |
| 11 | «КрАЗ» Кременчук        | 124-114 | 29   |
| 12 | «Омета» Херсон          | 121-127 | 29   |
| 13 | «Славутич» Славута      | 106-132 | 24   |
| 14 | «Вулкан» Черкаси        | 48-120  | 10   |
| 15 | «Фотоприлад» Черкаси    | 45-156  | 7    |
| 16 | «Інтурист» Запоріжжя    | 41-147  | 7    |